# Coșmarul de pe Elm Street 4: Stăpânul visului
Coșmarul de pe Elm Street 4: Stăpânul visului (titlu original: A Nightmare on Elm Street 4: The Dream Master) este un film slasher din 1988 regizat de Renny Harlin, al patrulea din seria Coșmar pe Strada Ulmilor / Coșmarul de pe Elm Street.

## Distribuție
- Robert Englund - Freddy Krueger
- Lisa Wilcox - Alice Johnson
- Danny Hassel - Dan Jordan
- Tuesday Knight - Kristen Parker
- Ken Sagoes - Roland Kincaid
- Rodney Eastman - Joey Crusel
- Andras Jones - Rick Johnson
- Brooke Theiss - Debbie Stevens
- Toy Newkirk - Sheila Kopecky
- Nicholas Mele - Mr. Dennis Johnson
- Brooke Bundy - Elaine Parker
- Linnea Quigley - soul from Freddy's chest